# Upperton, North Lanarkshire

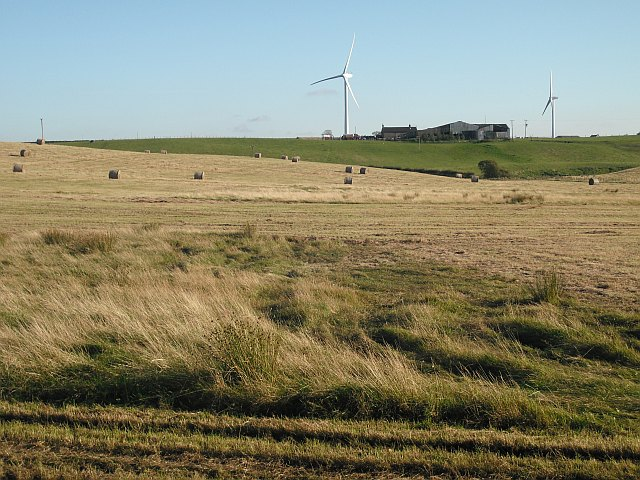
Upperton Farm

Upperton es un pueblo de North Lanarkshire, Escocia, cerca de Airdrie y Cumbernauld, a unas 20 millas (32,2 km) al noreste de Glasgow. Se encuentra cerca de la B803 entre Greengairs y Slamannan. Otras carreteras cercanas son Hulks Road hacia la A73, Fannyside Road hacia Abronhill y la carretera hacia Caldercruix a través de Longriggend. El Avon Water fluye a través del pueblo y se encuentra con el Shielhill Burn, un afluente del río Avon, justo fuera del pueblo. El mapa de Lanarkshire de William Forrest de 1816 muestra el lugar como Upper Town. El mapa de Ordnance Survey sitúa "Uppertown" en Shiel Hill.

## Hospital de Fiebre de Longriggend e Institución de Prisión Preventiva

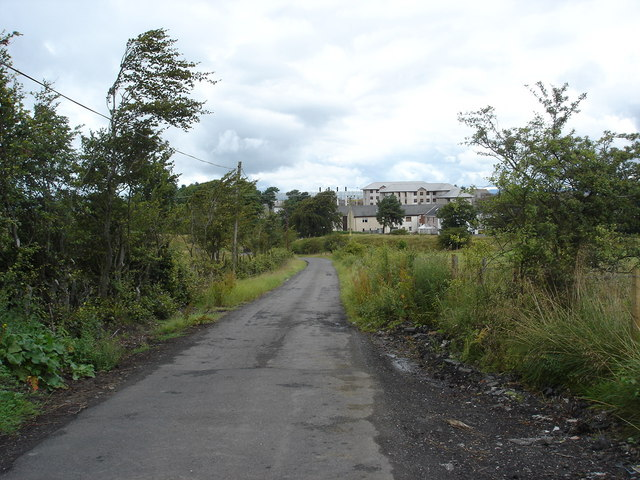
Mirando hacia la antigua prisión

Upperton formaba parte del pueblo vecino de Longriggend y en él se construyó un sanatorio para tuberculosos. El hospital se convirtió en la Institución de Prisión Preventiva de Longriggend, que ahora ha sido cerrada y demolida.

## El pueblo de hoy
Las disputas por el mantenimiento entre el Servicio Penitenciario de Escocia y el Consejo de North Lanarkshire han dejado a los residentes enfadados por el abandono de las infraestructuras en torno a las cerca de 80 casas y pisos construidos en los años 60 para albergar al personal de la prisión. Un piso ruinoso de Upperton fue noticia en la BBC al aparecer en una subasta en línea por 1 libra, aunque finalmente se vendió por 20 000 libras.

## Parque eólico

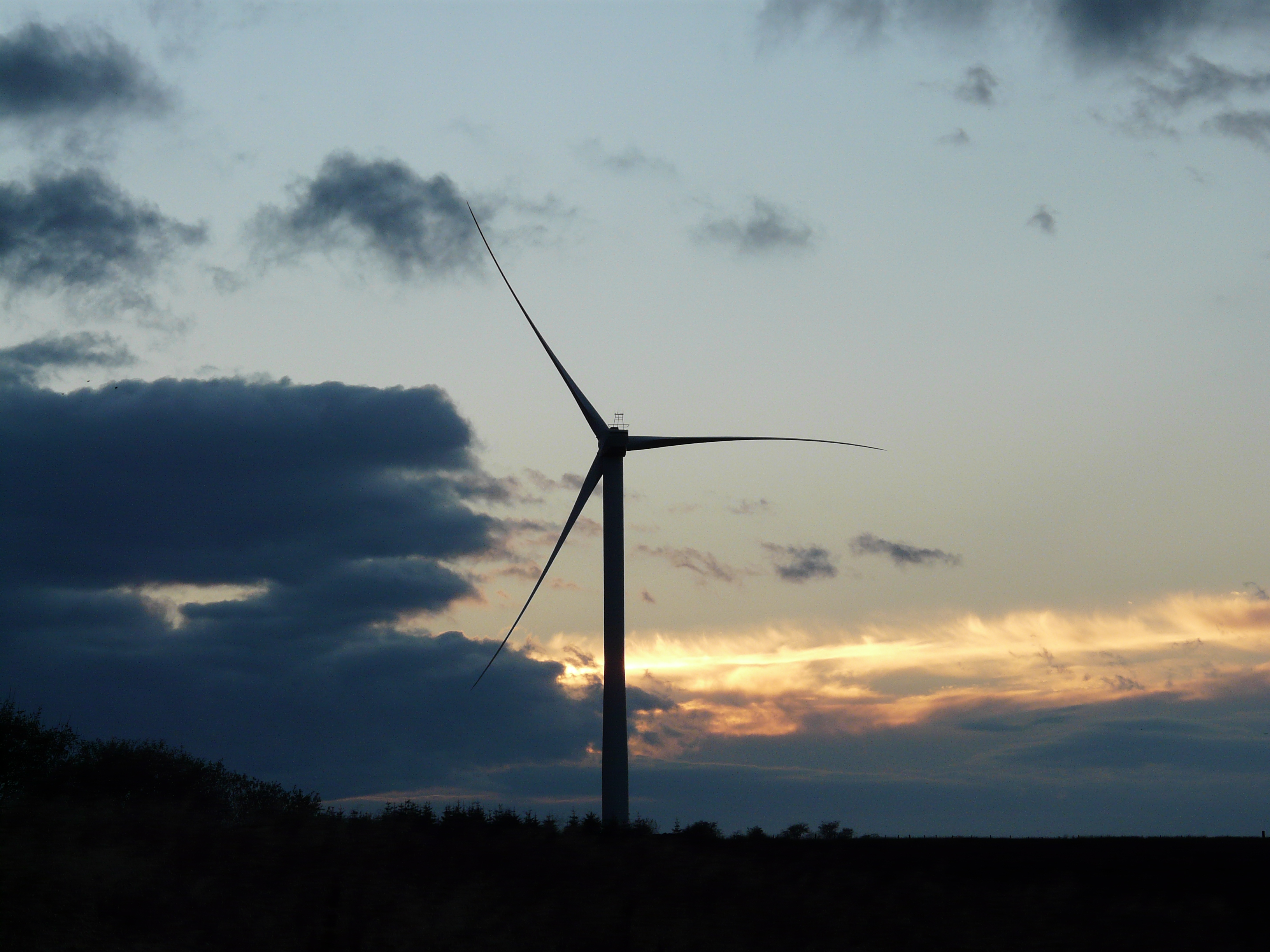
Aerogenerador en Greendykeside, cerca de Upperton

Actualmente se está construyendo un parque eólico de 9 turbinas en las afueras del pueblo de Greendykeside, cerca de Longriggend. En la actualidad, se han erigido 2 turbinas eólicas.

## Transporte
Upperton tiene una conexión de autobús con Airdrie.